# ロバート・エヴァンス
ロバート・エヴァンス（Robert Evans、本名 ：Robert J. Shapera、1930年6月29日 - 2019年10月26日）は、アメリカ合衆国の映画プロデューサー、映画会社役員。ハリウッドの伝説的プロデューサーとして、また頂点から底辺へ劇的に落ちた映画人として知られる。

## 来歴
ニューヨーク出身。ユダヤ系アメリカ人。
歯科医の息子として生まれ、11歳の時に子役としてラジオ番組に出演、300本近い番組に出ていた。17歳の時に身体をこわしマイアミで療養中にディスクジョッキーに。その後ニューヨークに戻るが俳優の仕事はなく兄のスポーツウェアの会社を手伝う。兄弟で共同経営したアパレル会社で成功した後、20歳で観光に訪れたハリウッドでノーマ・シアラーから「若い時の夫に似ている」と推薦され、ユニヴァーサルの映画に出演、MGMの実力者だったアーヴィング・タルバーグの役を演じている。プロデューサーのダリル・F・ザナックにスカウトされ、俳優デビューしたが芽が出ず。
1961年、ハリウッドを去りアパレル会社に戻るが、この会社がレブロンに買収され200万ドルの大金を得る。4年後、この資金を元手に裏方に転向。彼が最初に手をつけたのは、映画化にふさわしい本や才能のあるライターを見つけるために出版界にコネをつける事だった。企画を携えて旧知のリチャード・D・ザナックにアプローチ。ここで独立プロデューサーとして20世紀フォックスのために映画を製作することになる。
1966年、コングロマリットであるガルフ&ウェスタンのチャールズ・ブルードーンはエヴァンスに関する記事を読み、傘下のパラマウント映画のヨーロッパ製作部長としてスカウト。その半年後に全世界製作担当副社長に任命した。当時のパラマウントは財政状態は悪く、興行的に失敗続きだった。
『ローズマリーの赤ちゃん』、『ある愛の詩』、『ゴッドファーザー』、会社より独立してからは『チャイナタウン』などの大ヒット作を連発、パラマウント映画を「八番目の山」からトップに引き上げた。
コッポラの『ゴッドファーザー』の編集では最初の2時間版の編集に我慢が出来ずやり直しを命じた。クリスマス公開に間に合わないため上層部は反対。この際に渋るコッポラはエヴァンスは頭がおかしいと上層部に迎合。結局、親会社のブルドーンに「貴方に損はさせない」と約束、3時間版を作らせた。
コッポラは『ゴッドファーザー PART II』で二度目のアカデミー作品賞を受賞した壇上で感謝の挨拶をする際に、わざとエヴァンスの名前を抜かした。最終的には『コットンクラブ』で決裂したが後年、ワークショップで若手に指導をする際にはエヴァンスとの仕事についても言及していた。
全盛期にはバリー・ディラーやマイケル・アイズナーといったメディアモーグルたちも彼の顔色を窺うほどの権勢を誇った。
また、女優のアリ・マッグローやキャサリン・オクセンバーグ、元ミス・アメリカのフィリス・ジョージなどとの7回の結婚と離婚、コカインの所持で有罪となる、更に殺人事件の教唆に問われるなど、破天荒な私生活でも知られた。1994年にその破天荒な人生を綴った『くたばれ!ハリウッド』を出版、2002年にドキュメンタリー映画化され、話題となった。
2019年10月26日、死去。89歳。

## 主な作品

### プロデュース
- ゴッドファーザー The Godfather（1972）クレジットなし
- チャイナタウン Chinatown（1974）
- ゴッドファーザー PART II The Godfather Part II（1974）クレジットなし
- マラソンマン Marathon Man（1976）
- ブラック・サンデー Black Sunday（1977）
- ウィンブルドン 愛の日 Players（1979）
- アーバン・カウボーイ Urban Cowboy（1980）
- ポパイ Popeye（1980）
- コットンクラブ The Cotton Club（1984）
- 黄昏のチャイナタウン The Two Jakes（1990）
- 硝子の塔 Sliver（1993）
- ジェイド Jade（1995）
- ザ・ファントム The Phantom（1996）
- セイント The Saint（1997）
- アウト・オブ・タウナーズ The Out-of-Towners（1999）
- 10日間で男を上手にフル方法 How to Lose a Guy in 10 Days（2003）

### 出演
- 嵐を呼ぶ太鼓 Lydia Bailey（1952）
- エジプト人 The Egyptian（1954）クレジットなし
- 千の顔を持つ男 Man of a Thousand Faces（1957）
- 陽はまた昇る The Sun Also Rises（1957）
- 荒野の悪魔 The Fiend Who Walked the West（1958）
- 大都会の女たち The Best of Everything（1959）
- アラン・スミシー・フィルム An Alan Smithee Film: Burn Hollywood Burn（1995）
- ザ・カンヌ・プレイヤー Cannes Man（1996）
- くたばれ!ハリウッド The Kid Stays in the Picture（2002）ナレーター

## 邦訳された著書
- 『くたばれ!ハリウッド The Kid Stays in the Picture』柴田京子（訳）、文藝春秋、1997年12月1日。のち文春文庫、2003年8月1日。